# HD 35519
HD 35519 är en ensam stjärna belägen i den mellersta delen av stjärnbilden Kusken. Den har en skenbar magnitud av ca 6,31 och är mycket svagt synlig för blotta ögat där ljusföroreningar ej förekommer. Baserat på parallax enligt Gaia Data Release 2 på ca 5,0 mas, beräknas den befinna sig på ett avstånd på ca 650 ljusår (ca 200 parsek) från solen. Den rör sig närmare solen med en heliocentrisk radialhastighet på ca -20 km/s. Stjärnan behandlades tidigare som en medlem av stjärnhopen Messier 38, men anses nu vara ett förgrundsobjekt.

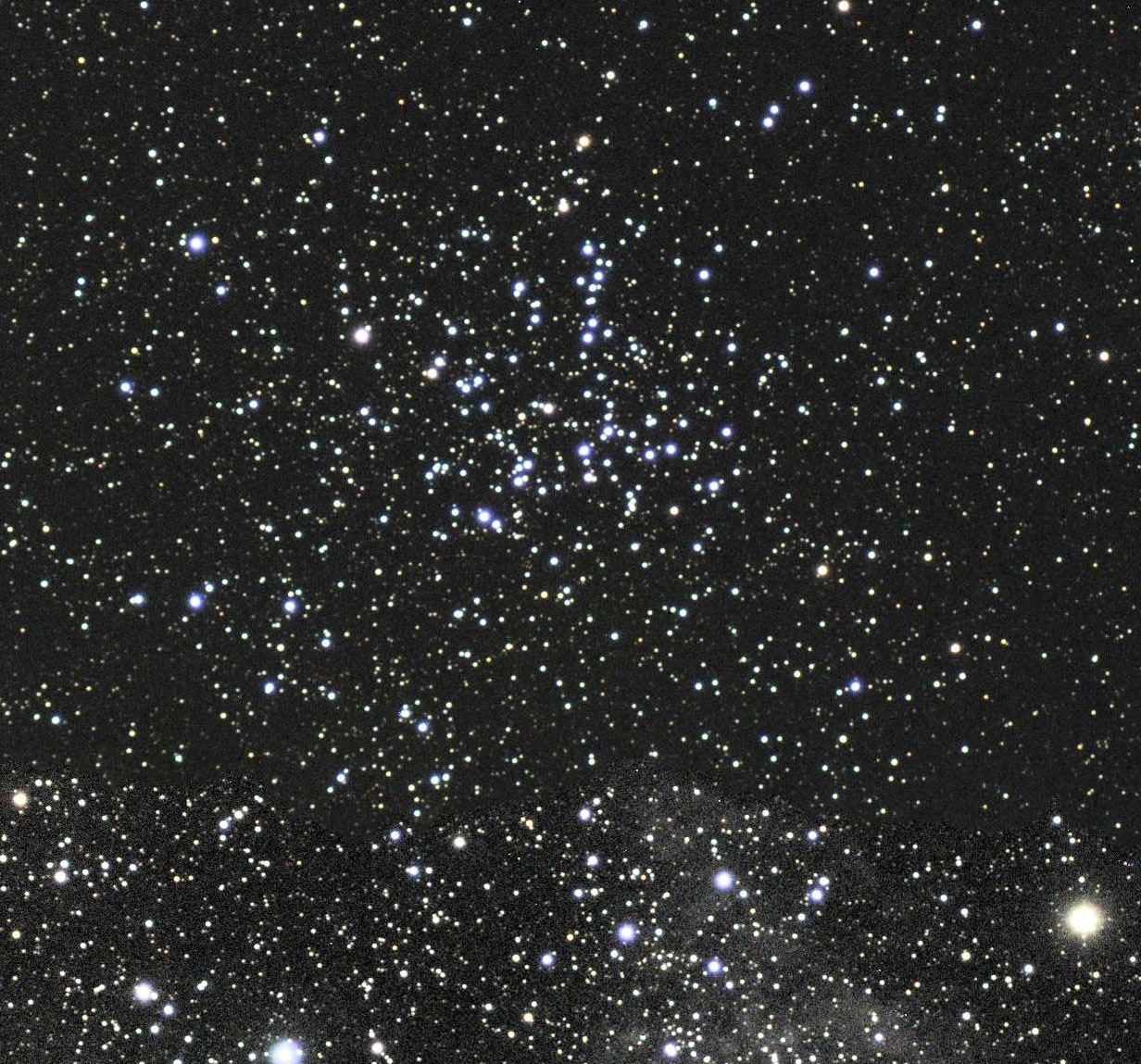
HD 35519 är den ljusstarka stjärnan i nedre högra hörnet av bilden av stjärnhopen Messier 38.

## Egenskaper
HD 35519 är en orange till gul jättestjärna av spektralklass K7 III. Den har en radie som är ca 20 solradier och har ca 222 gånger solens utstrålning av energi från dess fotosfär vid en effektiv temperatur av ca 4 400 K.